# Wedgefield (Australia)
Wedgefield – miejscowość w Australii, w stanie Australia Zachodnia, w regionie Pilbara, w hrabstwie Town of Port Hedland. Według Australijskiego Biura Statystycznego w 2016 roku miejscowość liczyła 144 mieszkańców.

## Demografia
Populację Wedgefield stanowi 45 Anglików, 40 Australijczyków, 12 Irlandczyków, 10 Filipińczyków i 10 Niemców.